# Masacre de Baga de 2015
La Masacre de Baga de 2015 se refiere a una serie de asesinatos masivos que se creen fueron perpetrados por Boko Haram en el pueblo nigeriano de Baga y sus alrededores, en el estado de Borno, entre el 3 y el 7 de enero de 2015.
El ataque comenzó el 3 de enero cuando Boko Haram invadió una base militar que era el cuartel de la Fuerza de Trabajo Multinacional conformada por tropas de Chad, Níger y Nigeria. Los milicianos luego expulsaron a miles de residentes locales de la región y cometieron las masacres que terminaron el 7 de ese mes.
El número de muertes ha sido reportada como 'alto' pero su extensión no está clara. Los funcionarios locales y los residentes que han escapado han indicado que "más de 2.000" personas se cree que han "desaparecido" o han sido asesinadas, mientras que otras indican que ha habido "por lo menos" cien muertes. Varios funcionarios gubernamentales han negado que el número de muertes sea tan alto como lo reportado, e incluso algunos han dicho que la masacre no tuvo lugar o que el ejército nigerio expulsó a los milicianos de la región, declaraciones que han sido refutadas por funcionarios locales, sobrevivientes y la prensa internacional.
Se cree que Baga y por lo menos 16 otros pueblos han sido destruidos y unas 35.000 personas han sido desplazadas, muchas de las cuales se teme se han ahogado al tratar de cruzar el Lago Chad y otras han quedado atrapadas en las islas en el lago. Se dice que los ataques han resultado en la captura de más del 70% del estado de Borno por parte de Boko Haram.

## Antecedentes
Baga, en el estado de Borno, era la ubicación de una base del ejército nigeriano que era el cuartel general de la Fuerza de Tarea Conjunta (FTC), una fuerza internacional de soldados de Nigeria, Chad y Níger que fue formada en 1994 para lidiar con temas de seguridad interfronterizos y, más recientemente, combatir la insurgencia de Boko Haram. Por esta razón, se cree que el pueblo era de importancia estratégica para Boko Haram, ya que era el último pueblo en el norte del estado que estaba bajo el control del gobierno nigeriano y era el lugar de una importante base militar para fuerzas multinacionales y del gobierno.

### Ataque contra el cuartel de la FTC
Según el senador Ahmed Zanna, quien representa al distrito de Borno Central, las fuerzas gubernamentales -pese a ser las únicas fuerzas del ejército nigeriano en el cuartel conjunto en ese momento- resistieron a los milicianos, quienes "atacaron desde todos los lados", durante varias horas, pero que eventualmente "se unieron a los civiles mientras escapaban hacia los matorrales". Supuestamente, según Zanna, un importante número de armas y vehículos fueron confiscados.
En los días posteriores al asalto, las fuerzas paramilitares obligaron a los residentes de Baga a refugiarse en las aldeas aledañas. En la noche del martes 6 de enero, dos residentes locales reportaron que los milicianos habían comenzado a quemar edificios del lugar con bombas molotov y explosivos, y según relatos de los sobrevivientes procedieron a matar a los que quedaban vivos.  El 9 de enero, un residente describió la magnitud de los daños reportando que "No queda ninguna sola casa en pie en ese lugar". Según Musa Bukar, líder del gobierno local de Kukawa, las 16 aldeas de la LGA también fueron arrasadas, y sus residentes fueron matados o se vieron obligados a escapar.

### Magnitud de la masacre
La magnitud exacta de la masacre se desconoce a la fecha, y los reportes sobre la misma varían considerablemente.
Según Human Rights Watch:
El número exacto de muertes en Baga y las 16 aldeas aledañas se desconoce, con estimados que van desde "decenas" a 2.000 o más. "Nadie se quedó para contar los cuerpos", le dijo un residente de la zona a Human Rights Watch. “Todos estábamos corriendo para salir del pueblo antes de que lleguen los soldados de Boko Haram, quienes ya se han apoderado de la zona”.
Bukar ha indicado que se cree que más de dos mil personas han muerto. Zanna dijo que había dos mil "extraviadas"; otras fuentes dicen que "decenas" o "más de cien" habían sido matadas. Por lo menos 100 fueron asesinadas en el ataque inicial el 3 de enero, según Baba Abba Hassan, el director del distrito, añadiendo después que "cientos de cuerpos aún yacían en las calles" del pueblo y que había muchas mujeres y niños entre las víctimas, las cuales habían sido obligadas a escapar hacia los matorrales por parte de los milicianos y asesinadas allí.
Hassan, no obstante, negó que el ataque del 7 de enero siquiera haya tenido lugar y que el número de 2.000 muertes era una total exageración. Varias fuentes gubernamentales supuestamente habían rechazado las alegaciones de un número tan alto de muertes, sugiriendo que las muertes eran considerablemente más bajas. No obstante, el gobierno nigeriano ha restado importancia la magnitud de los ataques de Boko Haram (e incluso asegurado que nunca tuvieron lugar) en varias ocasiones en el pasado, incluyendo la Masacrede Baga de 2013, en la que tanto Boko Haram como el ejército de Nigeria estuvieron implicados en la muerte de más de 200 ciudadanos.

## Consecuencias y crisis de refugiados
Las imágenes de satélite capturadas entre el 2 y el 7 de enero y publicadas por Amnistía Internacional muestran que en Baga, el cual "no tiene ni dos kilómetros cuadrados de extensión pero aproximadamente 620 estructuras fueron dañadas o completamente destruidas por el fuego". En Doron Baga, ubicada a unos 2,5 kilómetros de allí, los botes pesqueros que estaban allí el 2 de enero ya no se podía observar, y "más de 3.100 estructuras fueron dañadas o destruidas por el fuego que afectó a gran parte del pueblo de 4 kilómetros cuadrados".
Daniel Eyre, un investigador para Nigeria de Amnesty International indicó: "El ataque contra Baga y los pueblos aledaños, parece ser el acto más letal de Boko Haram en un catálogo de ataques cada vez más atroces que el grupo ha venido realizando. Si los reportes de que el pueblo fue prácticamente destruido y que cientos o incluso miles de civiles fueron asesinados son ciertos, esto marca una perturbadora y sangrienta escalada del actual asalto por parte de Boko Haram contra la población civil".

### Crisis de refugiados
Un portavoz gubernamental dio el atípicamente exacto número de 1.636 personas como desplazadas como resultado del ataque, y "descartó" las afirmaciones de que había sido más grave. No obstante, según reportes independientes y funcionarios locales, se cree que por lo menos 35.000 personas han dejado la región. "Han quedado cuerpos regados por las calles", según los sobrevivientes, luego de que se cree que toda la población de Baga ha huido, algunos hacia Chad y Camerún. Aproximadamente 20.000 buscaron refugio en un campamento cerca de Maiduguri, la capital estatal, y otros 10.000 en Monguno estaban esperando ser transportados. Bukar dijo que el pueblo ahora "prácticamente no existía". Defensores locales de los derechos humanos dijeron que las mujeres que habían escapado les habían dicho que sus hijas, algunas de hasta 10 años de edad, habían sido raptadas.
El Primer Ministro de Chad, Kalzeubet Pahimi Deubet, dijo que por lo menos 2.500 nigerianos y 500 chadianos habían buscado refugio en el país vecino luego de los ataques, algunos de los cuales estaban tratando de cruzar el Lago Chad en canoas endebles y sobrecargadas. Se teme que muchos de los que trataron de cruzar el lago se ahogaron, mientras que cientos de otros, más de quinientos según un reporte, quedaron atrapados en las islas en el lago. Según funcionarios locales que se habían comunicado con los refugiados por teléfono, los refugiados estaban "muriendo por falta de alimentos, el frío y malaria" en una "isla infestada de mosquitos".

## Reacciones y críticas
Un gran número de comentaristas criticó lo que vieron como una cobertura insuficiente de la masacre en la prensa internacional, sugiriendo que era señal de un arraigado sesgo hacia asuntos relacionados con África. Otros condenaron la medida en la que el gobierno de Nigeria y la prensa local restaron importancia o incluso ignoraron los ataques, añadiendo a la apatía local que finalmente fue responsable por la atención insuficiente que la prensa extranjera decidió darle a la masacre. Se pudo observar que las respuestas de los funcionarios del gobierno estuvieron muy relacionadas con la cerrada elección presidencial que tendría lugar ese mismo año.
Funcionarios de seguridad del estado indicaron en un principio que las "tropas de la base habían mantenido su posición" y rápidamente negaron que hubiera ocurrido un ataque en Baga. Un periódico pro-gobierno, citando a un pescador local, llegó al punto de decir que Boko Haram había recibido una fuerte derrota por parte del ejército nigeriano en Baga y que el pueblo estaba firmemente bajo el control del gobierno. Alex Badeh, el Jefe del Estado de Defensa, inicialmente negó que el cuartel de la MNJTF haya sido capturado pero más adelante admitió que así había sido.
La ubicación del ataque en noreste del remoto estado de Borno, gran parte del cual está ocupado por Boko Haram, al igual que "la rutinaria naturaleza de la violencia en Nigeria puede que haya disminuido" las percepciones de la relevancia de la masacre. Los expertos han observado que la prensa ha sido reprimida en el estado de Borno, en donde los testigos con información frecuentemente no cuentan con contacto con la prensa y las declaraciones del ejército no son confiables. La prensa nigeriana también es percibida como que no ha cubierto de manera adecuada los ataques en Baga. Un experto indicó: "La prensa local reportó la historia solo después de que la BBC cubra la noticia. Esto se debe a que la violencia ha venido teniendo lugar desde el año pasado y la gente cada vez pierde más la sensibilidad".
En un principio, muchos periódicos no reportaron nada de la mascare, y aquellos que lo hicieron, en muchos casos, o se refirieron al ataque anterior el 3 de enero y dieron datos mucho más limitados que los que estaban circulando en otros lados, o simplemente reportaron negaciones de uno u otro tipo. El titular de un periódico decía que la "BBC mintió" al reportar que el segundo ataque del 7 de enero había tenido lugar.

### Goodluck Jonathan
Muchos analistas criticaron a la prensa internacional por lo que percibieron como una cobertura insuficiente de la masacre, especialmente con la recibida por el ataque a Charlie Hebdo en París, el cual había ocurrido tan solo días atrás. No obstante, el presidente de Nigeria, Goodluck Jonathan, mientras hacía campaña para su reelección en Enugu y para su partido el 8 de enero, condenó personalmente los eventos en París como un "cobarde ataque terrorista", al mismo tiempo que no emitió ningún comentario sobre la masacre en Baga. El hecho de que Jonathan no haya emitido ninguna declaración sobre los ataques lo hicieron el objeto de bastantes críticas tanto dentro como fuera de Nigeria; Julius Malema, el líder del partido de izquierda Economic Freedom Fighters de Sudáfrica y el expresidente de la Liga Juvenil del Contreso Nacional Africano, criticó duramente a Jonathan diciendo:

Goodlook, o Goodluck o como sea que se llame o badluck (malasuerte) no sé ... No tardó en sacar una declaración sobre la matanza en París; pero no dijo nada sobre las matanzas en su propio país. Eso es un liderazgo irresponsable.

El 14 de enero, Jonathan, junto con el Jefe del Estado de Defensa Badeh, el Asesor de Seguridad Nacional Sambo Dasuki, y varios otros comandantes militares de alto rango realizaron una visita sorpresa a Maiduguri y se reunieron con el gobernador de Bono, Kashim Shettima, en el aeropuerto de la ciudad con un importante destacamento de seguridad. La "visita estuvo marcada por el secretismo" y Jonathan no realizó ningún comentario público sobre su visita o los ataques cuando estuvo por allí. El 16 de enero, miembros de los Young Global Leaders del World Economic Forum, entre ellos Hafsat Abiola-Costello, hija del fallecido presidente electo M.K.O. Abiola, publicó una carta abierta en The Guardian dirigida a Jonathan instándolo a que termine con su silencio sobre los ataques, diciendo que él había "recibido a la calamidad con indiferencia", haciendo un paralelismo con su retrasada respuesta al Secuestro de Chibok. A la fecha, Jonathan aun no ha realizado ninguna declaración específica sobre lo sucedido en Baga.

### Consecuencias políticas
El problema de la insurgencia de Boko Haram y la habilidad del gobierno para luchar contra el grupo está estrechamente relacionado con las próximas elecciones del país. Según Manji Cheto, vicepresidente de una organización de consultoría corporativa, Goodluck Jonathan "al aceptar la magnitud de la violencia, [estaría] aceptando hasta cierto punto su fracaso como presidente, por lo que no hablára sobre temas de seguridad cuando faltan menos de seis semanas para las elecciones". Muchos analistas y observadores han expresado opiniones similares, que el hecho de que Jonathan, el gobierno y los medios que apoyan al PDP estén restando importancia al asunto tiene como objetivo el reducir los costos políticos de la inestabilidad doméstica en las elecciones.
Al contrario, el partido de oposición All Progressives Congress y su candidato, el exgobernante militar Muhammadu Buhari, fueron rápidos en condenar los ataques y la respuesta del gobierno. Buhari dijo el 10 de enero que la masacre era una prueba más de que "Nigeria se había convertido en un lugar en donde las personas ya no se sentían seguras, en donde las fuerzas armas no tienen ni armas ni el apoyo necesario del gobierno para defender de manera eficiente a los ciudadanos nigerianos y su propiedad". Buhari, un musulmán del norte de Nigeria, se hizo del poder en un golpe de Estado en 1983 antes de que el mismo fuera removido del poder otro golpe en 1985 debido a que su estilo de gobierno era excesivamente represivo. Según analista, no obstante, para muchos nigerianos en 2015, la "reputación de un líder fuerte e intolerancia ante la corrupción" de Buhari, y su campaña bajo estos pilares, son atractivos para "un deseo intenso del público de poner fin al nihilismo de Boko Haram y la inestabilidad causada por el alza en la violencia comunal, criminal y política". La búsqueda de seguridad podría "sobreponerse a los patrones de votación tradicionales basados en afiliaciones étnicas y religiosas", pero el International Crisis Group reportó de manera de advertencia que las cerradas elecciones a venir "sugieren que el país se dirige a una contienda electoral muy volatil y violenta".